# Frank Pallone
Frank Pallone Jr. (ur. 30 października 1951) – amerykański polityk, członek Partii Demokratycznej. Od 1988 roku jest przedstawicielem stanu New Jersey w Izbie Reprezentantów Stanów Zjednoczonych, najpierw z trzeciego, a od 1993 roku z szóstego okręgu wyborczego.
W 2002 został odznaczony indyjskim Orderem Padma Bhushan.